# Blanka Adensamová
Blanka Adensamová (* 24. listopadu 1949, Turnov) je malířka, sklářská výtvarnice, designérka a sochařka. Je zastoupena v prestižních světových sbírkách a od roku 1994 má v Japonsku stálou expozici svých soch.

## Život
Blanka Adensamová se narodila v Turnově, kde v letech 1964-1967 absolvovala všeobecně vzdělávací střední školu (SVVŠ). Od dětství ji bavilo kreslení a během základní školy navštěvovala Lidovou školu umění, kde ji malíř Jiří Dostál přivedl k práci se dřevem. Obor řezbářství ale umělecká škola v Praze na dva roky pozastavila a tak jako náhradní řešení zvolila sklo. V letech 1967-1970 studovala na Střední uměleckoprůmyslové škole sklářské v Železném Brodě obor broušení skla. Díky složené maturitě na SVVŠ se mohla plně věnovat pouze odborným předmětům. V letech 1970-1976 pokračovala ve studiu ve sklářském ateliéru na VŠUP v Praze u prof. Stanislava Libenského. Během studií učila 4 roky v Lidové škole umění v Turnově. Patřila k prvním studentům S. Libenského, kteří si již během studia vyzkoušeli tavenou skleněnou plastiku ve sklárně na Pelechově.
Hned po studiích odeslala tři diapozitivy svých prací do Corningu, kde připravovali soubornou výstavu československého skla z let 1350-1980, a dostala se do finálního výběru. Výstava pak byla reprízována v dalších amerických galeriích a byl k ní vydán katalog. Blanka Adensamová tím zahájila velmi úspěšnou mezinárodní kariéru v USA, Evropě a Japonsku.
Pro realizaci vlastních soch si našla menší dílnu družstva Maják v Jablonci nad Nisou. Roku 1979 si pořídila dvě vlastní tavicí pece v Jižních Čechách, kde od té doby pracuje. Velkou popularitu si získala v Japonsku, kde roku 1994 zřídili stálou expozici jejích soch nedaleko Tokia. Od roku 1995 provozovala soukromou galerii v Praze Na Perštýně 10.
Delší dobu pobývala v Los Angeles, kde se jí roku 1989 narodila dcera Fay Vivien. Spolu s matkou se vrátila do Prahy a vystudovala fakultu mezinárodních vztahů VŠE.

### Ocenění
- 1978, 1982 Quadriennale Erfurt (2. a 3. cena)
- 1984 Promotion Award, Glass ´84, Tokyo
- 1996 Cena Masarykovy Akademie Umění
- 1999 Medaile Franze Kafky za umělecký počin
- 2007 Kanazawa

## Dílo
Jako své školní práce roku 1974 navrhla design užitkového skla, ve kterém projevila smysl pro ušlechtilý a funkčně promyšlený tvar. Soubor jejího nápojového skla byl realizován až roku 1981. VŠUP absolvovala sérií hlav foukaných do formy. Má pochopení i pro rozměrné realizace. Od 70. let spolupracuje s architekty a tvoří stěny z plochého pískovaného a leptaného skla pro interiéry, malovaná okna nebo svítidla.
Převážnou část jejího díla tvoří tavená skleněná plastika a plastika foukaná do formy. Své sochy dále upravuje po vychladnutí, nejčastěji pískováním, rytím, leštěním v kyselině nebo malbou. Její komorní vitráže, tvořené klasickou technikou zakládání skla do olova, jsou určeny do interiéru jako závěsný obraz. Zabývá se i grafikou, kresbou a olejomalbou.
Jejím hlavním tématem je figurální plastika, zejména abstrahované dívčí a ženské hlavy ve zdvojeném reliéfu, foukané do formy a někdy dodatečně formované nad kahanem a dotvářené malbou nebo pískováním. Jiným motivem plastik foukaných do formy je stylizovaný květ. Původně užívala výhradně čiré sklo a do nitra plastiky vkládala různé skleněné útvary, nejčastěji symboly přírodnin. Mají evokovat proud myšlenek a emocí a odrážejí citový a lyrizující vztah k životu samotné autorky. Poetická představivost Blanky Adensamové tak navazuje na lyrickou tradici děl Zeyera, Preislera, Preissiga, Suchardy nebo F. Bílka.
V 80. letech se tématem její tvorby stal kromě hlav také let ptáků, ornamentálně stylizovaná křídla a motivy s magickým podtextem (Mágovo oko, Pyramidy apod.). Tavené plastiky z čirého nebo barevného průhledného skla dokončovala broušením a leštěním. Důležitou součástí plastik jsou i náročně řemeslně opracované dřevěné a kovové sokly, někdy ve formě vysokého sloupu. Paralelně vznikal cyklus drobných plastik Antikonstruktivismy, ve kterém záměrně v horké sklovině dekonstruuje geometrické útvary krychlí a mnohostěnů a doplňuje je nějakým organickým prvkem, jako je ruka nebo list kapradiny. Na prvním Mezinárodním sklářském symposiu v Novém Boru roku 1982 vytvořila ojedinělý portrét herečky Barbry Streisand.
Z 90. let pocházejí tři variace na téma Pocta listu, v nichž na skleněné stolky umístila vždy jeden křišťálový list. Větší míru stylizace mají její tavené plastiky, které působí kontrastem mezi broušeným a leštěným povrchem a plochou neopracovaného skla. Některá díla jsou inspirovaná literaturou (Metamorfóza, 1991, Šalamounova píseň, 1985) nebo mytologií. Její tvorbu ve větší míře ovlivňuje náboženská výchova a nově i východní filozofie, praktikování jógy a meditace. I v jejích komorních dílech je v lakoničnosti skladby a pojetí tvaru obsažena monumentalita.

### Zastoupení ve sbírkách (výběr)
- Moravská galerie v Brně[19]
- The Corning Museum of Glass, New York
- National Museum, Washington D.C.
- Museum of Glass, Frauenau, Německo
- Uměleckoprůmyslové muzeum, Praha,
- Museum of Glass, Ebeltoft, Dánsko
- Yokohama Museum of Art, Japonsko
- National Museum of Modern Art (MOMAT), Tokio
- Koganezaki Glass Museum
- Severočeské muzeum p.o., Liberec
- Východočeské muzeum, Pardubice
- Muzeum umění Olomouc
- Museum Rheinbach, Německo
- Ministerstvo kultury ČR
- Galerie Lobmayer, Videň, Rakousko
- Sasaki Glass, Tokyo, Japonsko
- Essener Glas Galerie, Německo

### Realizace (výběr)
- 1977 Lázně Poděbrady (pískované skleněné vchody a stěna), hotel Humenné (svítidla, malované sklo 9 x 1 m)
- 1978 hotel Národní dům, Praha (pískované skleněné vchody a stěna), Zátiší, Praha (svítidla)
- 1979 ÚKDŽ Vinohrady, Praha (reliéfní stěna 10 x 2 m a světla)
- 1980 Mariánské Lázně (celkem 50 m pískovaných sklweněných stěn)
- 1982 hotel Evropa, Praha (restaurování skleněných stěn)
- 1983 kavárna Slavia, Praha (pískované skleněné stěny)
- 1987 zámecká kaple Bon Repos (7 oken, malované sklo)
- 1988 hotel U tří pštrosů, Praha (svítidla)
- 1988-1990 Čechofracht Praha (pískované a malované sklo, celkem 30 m, svítidla)
- 1990 Haslerova chata Janov nad Nisou (pískované sklo, 15 m)
- 2004 Fontána Čtyři roční období mezi Strahovským tunelem a tunelem Mrázovka (4 tavené a broušené sloupy)

## Výstavy

### Autorské
- 1982 Blanka Adensamová, Středočeské m,uzeum Roztoky
- 1982 Blanka Adensamová, galerie Momiron, Bizot, Fr.
- 1983 Blanka Adensamová, Rozen Gallery, Amsterdam
- 1984 Blanka Adensamová: Sklo, Galerie Fronta, Praha
- 1991 Blanka Adensamová, Azabu Museum, Tokyo
- 2001 Blanka Adensamová: Design x umění, Galerie design centra ČR, Praha
- 2007/2008 Blanka Adensamová: Retrospektiva / Retrospektive 1977 - 2007, Galerie Z, Praha
- 2009 Blanka Adensamová: Sen a skutečnost. Průřez tvorbou, Galerie Vivo, Praha
- 2011 Blanka Adensamová: Sklo, Hrad Špilberk, Brno
- 2012 Blanka Adensamová: Skleněné sochy a kresby, Akademie věd České republiky, Praha

### Kolektivní (výběr)
- 1977 Umělecké sklo 1977. Oborová přehlídka současné sklářské tvorby, Praha
- 1979/1981 Czechoslovakian Glass 1350-1980, The Corning Museum of Glass, NY, Toledo (Ohio), Washington D.C., San Francisco, Metropolitan Museum New York
- 1980 The Art of Glass, MSI Chicago, Los Angeles, Zentralschweizer Glassprize, Luzern, Rohsska Museet, Göteborg
- 1981 Czechoslovakian Glass 1350-1980, Corning, NY, Glaskunst 81, Orangerie, Kassel, New Glass, Victoria and Albert Museum, London, Kunst in Glass, München
- 1982 Contemporary Czecholovakian Glass, Jewelry and Sculpture, Foster/White Gallery, Seattle, New Glass, Musée des Arts décoratifs, Paris, III. Quadriennale, Erfurt
- 1982/1983 Arte Aplicado Checoslovaco (Miniaturas de Vidrio, Ceramica, Textil y Joyas), Museo de Artes Decorativas, Havana, Museo de ambiente histórico cubano Santiago de Cuba
- 1983 Skleněná plastika, Dům umění města Brna, Summers Gallery, Los Angeles, Contemporary Art, Tokyo, Rozen Gallery, Amsterdam, Galerie Rob van Doel, Haag, Czechoslovakian Glass, Nottingham, London, Towo Art Center, Tokyo, Galerie Groll, Nürnberg
- 1983 Keramika, textil, sklo '83 v kultuře bydlení, Galerie Jaroslava Fragnera, Praha, IGS, UPM Praha
- 1984 Československé sklo '84: Umělecká sklářská tvorba, Valdštejnská jízdárna, Praha, Milano, Itálie
- 1984 Harabat Galleries, USA, Glass ´84, Tokyo, Den Permanente, Coppenhagen, Williams Selection, München
- 1984 Setkání: Skleněná plastika v historickém prostředí, Zámek Telč
- 1985 II. International Symposium and Exhibition, Frauenau, Czech Glass, Madrid, Bonn, Czechoslovakian Glass, Atény, Galerie Lobmeyer, Vídeň
- 1986 Essener Glasgalerie, Galerie Momiron, Cannes, Galerie Rob van Doel, Haag, Modern Glass, Saarbrücken
- 1987 Skleněná plastika, Dům umění města Brna, Glass ´87, Tokyo, Towo Art Center, Tokyo, Galerie Transparence, Bruxelles, Galerie Waldrich, München, Czechoslovakian Glass, Bonn
- 1987 Súčasná československá sklenená plastika a sklenený šperk, Galéria Miloša Alexandra Bazovského v Trenčíne
- 1987/1988 8. Trienále řezaného a rytého skla: Těžítko a drobný objekt, Moravská galerie v Brně
- 1988 Artistes verriers de Tchécoslovaquie, Galerie Transparence, Brusel, Sculptures in Glass, München, Czech Glass, Řím, Coburg
- 1988 Salón pražských výtvarných umělců '88, Park kultury a oddechu Julia Fučíka, Praha
- 1988, 1989 Royal Art, Tokyo
- 1989 Lee Sclar Gallery, New York, Fischer Gallery, Heilbronn
- 1990 Patricia Judith Gallery, Florida, Galerie Slotine, Le Havre, Pohjenamaan Museo, Finsko, Enschede Gallery, Nizozemsko
- 1991 Prague Glass Prize 91 / Sklářská cena Praha 91, Mánes, Praha, IV. International Symposium and Exhibition, Frauenau, Arte Vetro Gallery, Tel Aviv
- 1992 Sztuka czeska i słowacka XX. w., Muzeum Narodowe we Wrocławiu, Heller Gallery, New York, Galerie I. Mensendiek, Düsseldorf
- 1992 Souvztažnosti, Skleněná plastika a vitráže 1992, Dům umění města Brna
- 1992/1993 Festival českého a japonského skla 1992 - 1993, Mánes, Praha, Muzeum dekorativního umění Azabu, Tokio, Village of Glass, Hiroshima, Machida City Museum of Graphic Art Machida, Bohemia Glass Museum Karuizawa, Nagano
- 1993 Zeitgenössische tschechische und slowakische Glasplastik, Messezentrum Nürnberg, Köln, Heller Gallery, Florida, Yamaha Gallery, Tokyo
- 1993 Oude tradities-hedendaagste kunst - keramiek, textiel, glas: Festival of Czech and Slovak Art, Museum van Hedendaagse Kunst Antwerpen
- 1994 Sklo 20. století, Východočeské muzeum, Pardubice
- 1994 Exhibition of the Czech Glass Sculptures, Cultural Foundation, Abu Dhabi
- 1995 Česká tavená skleněná plastika, Muzeum skla a bižuterie v Jablonci nad Nisou
- 2001 300 Years of Czech Decorative Art, Takasaki Museum of Art
- 2002 II. Salon českých, moravských, slezských malířů a sochařů, Litoměřice
- 2003, 2004, 2008, 2009, 2010, 2013, 2014 Vltavotýnské výtvarné dvorky, Městská galerie Art Club, Týn nad Vltavou
- 2007 Rande 52, Galerie Deset, Praha
- 2008 Rande 54, Galerie Novoměstská radnice, Praha
- 2009 Connections 2009, Contemporary European Glass Sculpture/ Současná evropská skleněná plastika, Mánes, Praha
- 2009 Sdružení pražských malířů, Sdružení sochařů Čech, Moravy a Slezska, Galerie Nová síň, Praha
- 2012 Nad povrchem, Akademie věd České republiky, Praha
- 2012 Euroart 2012 Sdružení sochařů, Čech, Moravy a Slezska, Zámek Klášterec nad Ohř
- 2012 Socha a barva, České vysoké učení technické, Fakulta architektury, Praha
- 2017 Bohemian Glass Show, Knupp Gallery, Los Angeles
- 2017 X a X let pod sluncem, Městská galerie, Týn nad Vltavou
- 2018 Mezi mnou a tebou, Rabasova galerie Rakovník
- 2019 Sochaři v Poděbradech, Galerie Ludvíka Kuby, Poděbrady
- 2021 Malý formát, Galerie 9, Praha

#### Autorské katalogy
- Jiří Kotalík: Blanka Adensamová - Sklo, Galerie Fronta, Praha 1984
- Blanka Adensamová, The Azabu Museum of Arts & Crafts, Jap. 1991
- Blanka Adensamová, kat. 16 s., nedatováno (1999?)
- Blanka Adensamová: Sklo, text Jiří Bohdálek, Muzeum města Brna 2011

#### Souborné publikace
- Glaskunst ´81, Kassek 1981
- Karin Webster, Contemporary Czechoslovakian Glass, Foster/White Gallery, Seattle 1982
- Contemporary Czechoslovakian Glass Art, text Meda Mladek, Boca Raton Museum of Art, Florida 1985
- Jiřina Medková, Skleněná plastika (Současná československá tvorba), Dům umění města Brna 1987
- Jiřina Medková, Souvztažnosti (skleněná plastika a vitráže), Dům umění města Brna 1992, ISBN 80-7009-045-6
- Mariusz Hermansdorfer, Sztuka czeska i słowacka XX. w., Muzeum Narodowe we Wrocławiu 1992
- Vlasta Čiháková Noshiro et al., Festival českého a japonského skla 1992 - 1993, Japonsko-český výbor pro reciproční výstavu Festival českého a japonského skla 1992 - 1993
- Simeona Hošková, Exhibition of the Czech Glass Sculptures, Cultural Foundation Abu Dhabi 1994
- Antonín Langhamer, Česká tavená skleněná plastika, Muzeum skla a bižuterie Jablonec nad Nisou 1995, ISBN 80-901809-4-9
- Antonín Langhamer, Legenda o českém skle, 292 s., TIGRIS spol. s r. o. 1999, ISBN 80-86062-02-3
- Miroslav Klivar, Česká skleněná plastika, Moraviapress, Břeclav 1999, ISBN 80-86181-23-5
- Sylva Petrová, České sklo, 283 s., Gallery, spol. s r.o. (Jaroslav Kořán), Praha 2001, ISBN 80-86010-44-9
- Oldřich Palata et al., 300 Years of Czech Decorative Art, Takasaki Museum of Art 2001
- Alena Adlerová: Blanka Adensamová, in: A. Horová (ed.), Nová encyklopedie českého výtvarného umění - dodatky, 988 s., Academia, nakladatelství Akademie věd České republiky 2006, ISBN 80-200-1209-5, s. 62-63
- Antonín Langhamer et al., Connections 2009 (Contemporary European Glass Sculpture/ Současná evropská skleněná plastika), Agency Prague Cherry, spol. s.r.o. 2009
- Sylva Petrová, České sklo, 428 s., Vysoká škola uměleckoprůmyslová v Praze, Praha 2018, ISBN 978-80-87989-50-0

#### Články
- Pavla Drdácká, Sklářská výtvarnice Blanka Adensamová, Výtvarná kultura, 5, 4, 1981, s. 51-52
- Pavla Drdácká, A Search for New Ways of Communication in Glass, Glass revue 37, č. 7, 1982, s. 2-38
- Miroslav Klivar, Sklářské umění Blanky Adensamové, Bydlení 85, s. 71-74
- Zuzana Gálová: Blanka Adensamová - lyrik ve světě průzračného skla, Časopis V, č. 2, 2002, s. 18-23
- Antonín Langhamer, Poezie sklářské tvorby, Keramika a sklo, Roč.5, č.2, 2005, s.12-14
- Vladimír Burjánek, Pocta pro královnu, časopis Tina 26, 2009, s. 20
- Alena Řezníčková, Královna skla, Development News 7, 2010